# Joressens
Joressens oder Joressant, nordwestlich des Mont Vully gelegen, ist ein Weiler der Ortschaft Lugnorre in der Gemeinde Mont-Vully im Seebezirk des Kantons Freiburg in der Schweiz.
Bei Chavanel, etwa 300 Meter nordöstlich von Joressens, wurde ein bedeutender Fund von gefertigten Gegenständen aus dem späten Paläolithikum zu Tage gefördert, ebenso wie eine römische Brücke aus augusteischer Zeit auf der Militärstrasse Lugnorre–La Sauge–Gampelen.
Joressant wurde 1319 als Gerissens erwähnt und gehörte im Mittelalter und Ancien Régime zur Herrschaft Lugnorre, in der Helvetik zum Distrikt Avenches, der damals zu Freiburg gehörte. Die 1737 erwähnte Schule gab Joressant vor 1812 auf. 1814 wurde es von einer Feuersbrunst heimgesucht.
| Jahr        | 1559           | 1613     | 1657         |
| Bevölkerung | 7 Feuerstellen | 9 Häuser | 13 Einwohner |